# Windischgrätzové
Windischgrätzové (Windisch-Graetzové, německy von Windisch-Grätz) jsou rakouský šlechtický rod původem ze Štýrska, připomínaný od 13. století. Jejich původním sídlem bylo panství Windisch-Graetz (dnešní Slovenj Gradec ve Slovinsku), později vlastnili řadu statků ve Štýrsku a dalších rakouských zemích, v roce 1557 obdrželi říšský hraběcí titul. Gottlieb Amadeus a jeho syn Arnošt Bedřich patřili k významným osobnostem habsburské monarchie 17. a 18. století, tehdy také rod poprvé vlastnil statky v Čechách (Červená Lhota, Přerov). Trvalé zázemí v Čechách získali Windischgrätzové koncem 18. století, kdy v soudním sporu dosáhli vlastnictví panství Tachov a Štěkeň, tento majetek později rozšířili dalšími nákupy (Kladruby) a do roku 1945 patřili mezi významné pozemkové vlastníky v Československu.	
V roce 1804 byl Alfred Windischgrätz povýšen do říšského knížecího stavu, tento titul byl v roce 1822 potvrzen pro Rakouské císařství a všechny členy rodiny. Polní maršál Alfred Windischgrätz (1787–1862) proslul jako likvidátor revolučního hnutí v letech 1848–1849. Jeho vnuk Alfred III. August (1851–1927) byl v letech 1893–1895 rakouským předsedou vlády, v uherské vládě zasedl jeho bratranec Ludvík (1882–1968), který byl ministrem výživy. Do historie vstoupil i princ Otto (1873–1952) díky sňatku s vnučkou císaře Františka Josefa, arcivévodkyní Alžbětou (1883–1963). Windischgrätzové do roku 1945 vlastnili rozsáhlý majetek v Československu a Maďarsku, v současnosti členové rodu žijí v Rakousku, Itálii, ale také v USA nebo Argentině.  Roku 1551 jim byl udělen titul svobodných pánů Svaté říše římské a dědičných zemí s predikátem zu Waldstein und im Thal, roku 1557 říšský hraběcí stav, v roce 1658 říšský hraběcí stav s predikátem Vysoce urozený (něm. Hoch- und Wohlgeboren). Český inkolát získal rod roku 1689. V 19. století se rod rozdělil do dvou hlavních větví, jejichž další osudy se odvíjely odlišně:
Alfredova linie: 1804 povýšení říšských panství Egloffs a Hegau na bezprostřední říšské knížectví Windisch-Graetz (1806 připadlo Württembersku) a predikát Hochgeboren (vše dědičné pro prvorozeného syna). Roku 1822 rakouský knížecí titul pro všechny členy linie (kníže hlavou rodu, ostatní princové a princezny), 1825 predikát Jasnost (něm. Durchlaucht), od roku 1861 dědičný člen panské sněmovny rakouské Říšské rady.
Weriandova linie: 1822 knížecí titul pro všechny členy linie, 1825 predikát Durchlaucht, 1912 dědičný člen panské sněmovny rakouské Říšské rady. Tato linie ovšem nepatřila mezi bývalé panovnické rody a její postavení v rámci Rakouského císařství bylo o stupeň nižší než u Alfredovy větve.

## Dějiny

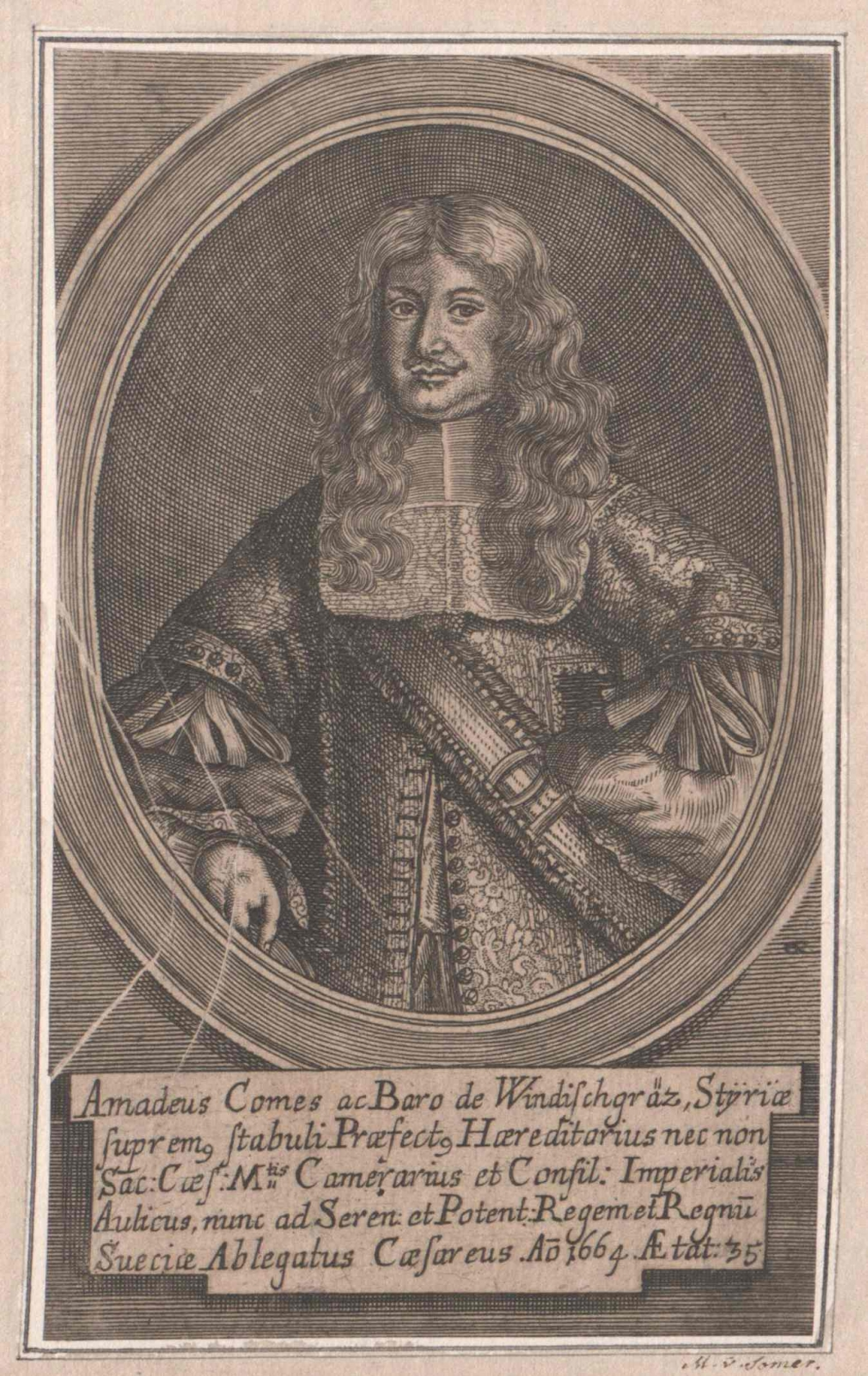
Hrabě Gottlieb Amadeus z Windischgrätze (1630–1695)

Podle rodinné pověsti byl praotcem rodu Weriand (připomínaný 1090–1120), nejmladší syn korutanského markraběte Oldřicha a uherské princezny Žofie. Jiná teorie tvrdí, že Windisch-Graetzové pochází z rodu von Diegen. Usadili se prý jako služebníci hrabat z Andechsu ve Štýrsku a získali zde panství Windisch-Graetz (též Windischgrätz, dnešní Slovenj Gradec ve Slovinsku). První konkrétní zprávy však máme teprve z počátku 13. století, kdy se v letech 1218–1222 připomíná rytíř Wernhardus de Graeze. O něco později (1251) byli členové rodiny uváděni jako ministeriálové akvilejských patriarchů a za Přemysla Otakara II. vstoupili do štýrských služeb. Souvislý rodokmen pak můžeme sledovat od roku 1299 – od Konráda z Windisch-Graetze († 1339), který byl roku 1323 zemským správcem ve Štýrsku.
V 16. století význam rodu vzrůstal. Roku 1551 byli bratři Erasmus (okolo 1519–1573), praotec dnešních knížat Windisch-Graetzů, a Pankrác (1525–1591), jehož linie vymřela již synem Friedrichem roku 1649, i se svými příbuznými povýšeni do říšského panského stavu a o šest let později (1557) získali hraběcí titul. Rod se tehdy rozvětvil do několika linií, jejíž příslušníci žili většinou ve Štýrsku, kde také získali úřad dědičného nejvyššího štolby (1565).
V Čechách se Windisch-Graetzové údajně objevili již v 16. století, český inkolát (1689) však získal teprve Gottlieb (1630–1695), roku 1658 povýšený na říšského hraběte. Zastával vysoké úřady na dvoře císaře Leopolda I., na sklonku 17. století byl jmenován nejvyšším dvorským maršálkem a působil jako mimořádný vyslanec na říšských sněmech i na dvorech řady evropských panovníků. Svou kariéru završil jako nejvyšší maršálek císařského dvora (1692–1694) a dvorský vicekancléř (1694–1695). Jako dědic své první manželky Amálie Holland-Brederode, ovdovělé Slavatové, se ne zcela úspěšně snažil uplatnit své dědické nároky a zpochybnit oprávněnost konfiskací. Spor byl ukončen teprve roku 1676, když Gottlieb kompenzací obdržel 300 tisíc zlatých. Druhým sňatkem s Marií Eleonorou z Oettingen-Oettingenu se spříznil s císařovnou Eleonorou Magdalenou, což přispělo k jeho kariéře ve službách Habsburků. Jeho třetí manželka Marie Terezie, rozená ze Saurau, koupila v roce 1695 panství Přerov na Moravě. Jeho synové pak drželi i jihočeskou Červenou Lhotu, ale všechny české statky byly počátkem 30. let pro dluhy prodány.
Významným pokračovatelem rodu byl Gottliebův syn Arnošt Bedřich (1670–1727), který působil též jako diplomat a později jako prezident říšské dvorské rady (1714–1727) patřil k vlivným osobnostem habsburské monarchie, získal také Řád zlatého rouna. Sňatkem s Marií Terezií Fünfkirchenovou, rozenou Slavatovou, získal v roce 1695 v hotovosti 50 tisíc zlatých a jihočeské panství Červená Lhota. Zemřel bez potomstva a Červenou Lhotu spolu s rakouskými statky zdědil jeho mladší bratr, diplomat Leopold Viktorin (1686–1746), který již předtím držel Přerov.
Praotcem dnešních knížat byl Gottliebův syn hrabě Leopold Jan Viktorin (1686–1746), rytíř řádu Zlatého rouna a vyslanec v Haagu. Od císaře Karla VI. získal roku 1730 velký palatinát, ale bez práva povyšovat do šlechtického stavu. S manželkou Marií Ernestinou hraběnkou Strassoldo (1695–1766) měl čtyři děti. Jeho syn Josef Mikuláš (1744–1802) patřil mezi nejpozoruhodnější osobností osvícenské doby. Protože již v necelých dvou letech přišel o oba rodiče, starala se o jeho výchovu babička Maria Ernestina. Josef Mikuláš získal skvělé vzdělání, vystudoval filozofii i práva a v duchu rodové tradice vstoupil do císařských služeb. Byl jmenován říšským dvorním radou a roku 1770 doprovázel Marii Antoinettu do Paříže. Krátce nato se úřednické kariéry vzdal a nadále se intenzivně věnoval studiu filozofie a práva. Při svých postupech aplikoval matematické metody a snažil se o propojení obou vědních disciplín, jmenovitě etiky se zákonodárstvím. Byl v úzkém styku s předními evropskými učenci osvícenské doby a je autorem řady převážně francouzsky psaných prací, z nichž některé nebyly dodnes publikovány.
V době své nezletilosti přišel nikoli vlastní vinou o téměř všechny rodinné statky. Roku 1781 se mu však podařilo uzavřít dohodu s vdovou po vzdáleném příbuzném Adamu Filipovi posledním hraběti Losym z Losinthalu († 1781) Marií Ernestinou rozenou hraběnkou Fuchsovou von Bimbach († 1782), která mu za částku 250 tisíc zlatých a roční důchod ve výši 36 tisíc zlatých postoupila rodový fideikomis (Tachov, Štěkeň a Vintířov). Příbuzní Losyů se však s tímto stavem nehodlali smířit. Soudní spor trval až do roku 1784, kdy byly nároky Windisch-Graetzů potvrzeny. Za hlavní sídlo rodu hrabě Josef Mikuláš určil Tachov. Protože však zdejší zámek ještě za předchozích majitelů roku 1770 vyhořel, nechal jej nákladně přestavět, vyzdobit a obklopit parkem. V Čechách se pak trvale usadil a po zahájené přestavbě tachovského zámku pobýval s rodinou v bývalém klášteře ve Světcích u Tachova, který přikoupil v roce 1787. Jeho dva synové, Alfred Candidus (1787–1862) a Weriand Aloys (1790–1867), založili dvě větve rodu.

## Alfredova linie

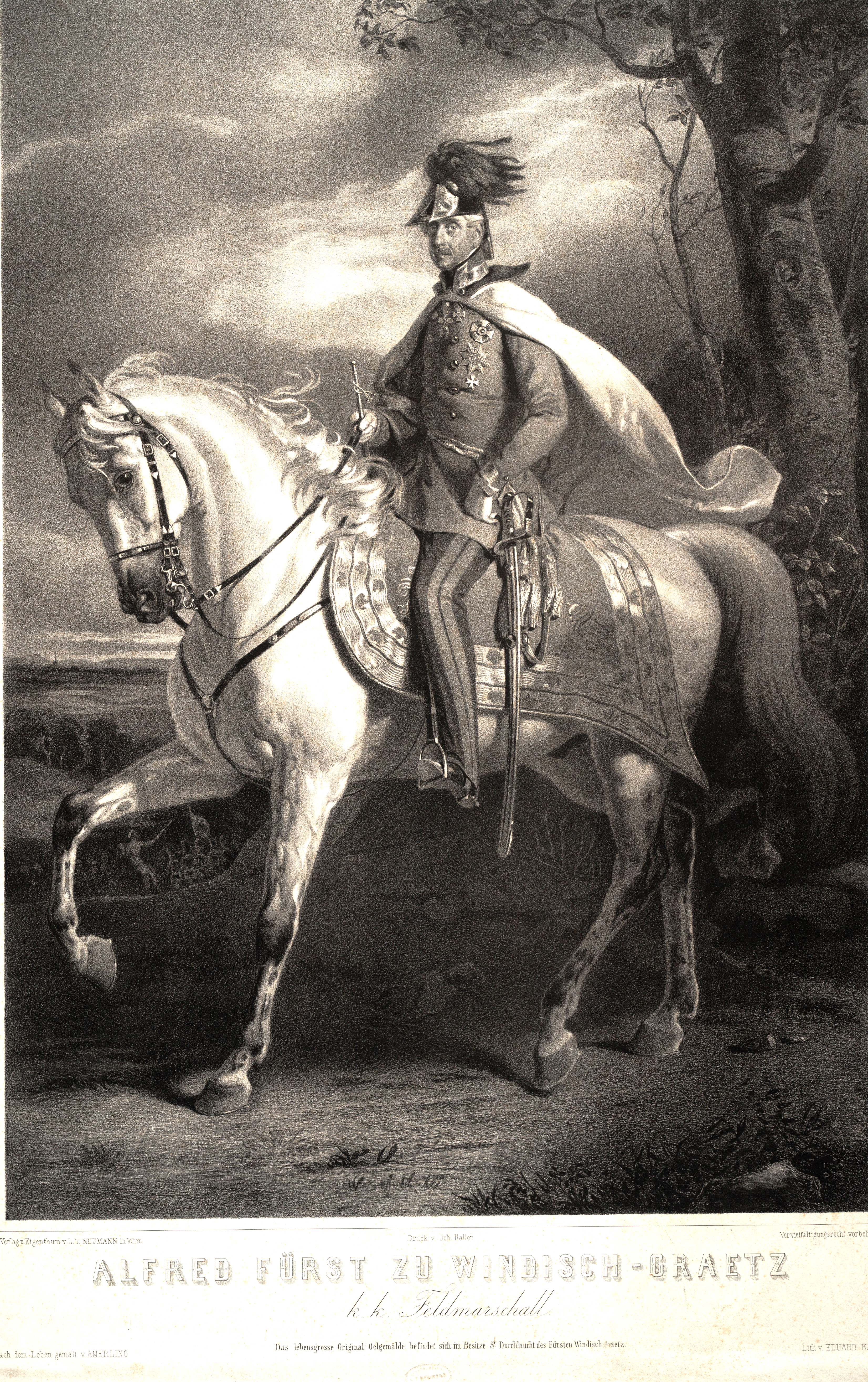
Polní maršál kníže Alfred Windischgrätz (1787–1862)

Nejvýznamnější osobností rodu byl kníže Alfred (1787-1862), který od mládí sloužil v armádě a zúčastnil se napoleonských válek. V roce 1833 se stal polním podmaršálem a od roku 1840 byl velícím generálem v Čechách. Důležitou úlohu sehrál v době revoluce v letech 1848-1849, kdy nejprve potlačil povstání v Praze, poté byl povolán do Vídně a do Uher. K pražskému povstání se vztahuje rodová tragédie, kdy nešťastnou náhodou byla zastřelena Alfredova manželka Eleonora, rozená Schwarzenbergová (1796–1848). Maršál Alfred Windischgrätz byl nakonec v roce 1849 penzionován a stáhl se do ústraní na své statky, značnou pozornost věnoval výstavbě zámku a jízdárny ve Světcích u Tachova. V roce 1861 se stal dědičným členem nově zřízené panské sněmovny.
Již v době Alfredovy nezletilosti mu poručníci zakoupili v roce 1804 statky ve Württembersku a téhož roku byl Alfred povýšen do říšského knížecího stavu. V roce 1822 byl knížecí titul rozšířen na celou rodinu, tj. že hlava rodu nesla titul knížete, ostatní členové rodu byli princové a princezny. V rámci rozprodeje majetku zrušených klášterů rozšířil kníže Alfred rodové statky přikoupením kladrubského kláštera (1825). Za Kladruby s 23 vesnicemi měl zaplatit 275 tisíc zlatých, větší část této sumy mu ale byla odpuštěna za vojenské zásluhy o habsburskou monarchii. Později v roce 1846 koupil v Uhrách panství Lieskové s hradem Korlátka nedaleko Trnavy, na tomto panství se rodina zdržovala jen zřídka v době honů. Rozlohou přes 4 800 hektarů půdy patřilo panství Lieskové k významným rodovým majetkům. Pozemkově výrazným přínosem bylo i panství Rogatec (Rohitsch) v Štýrsku (dnešní Slovinsko) zakoupené v roce 1845.

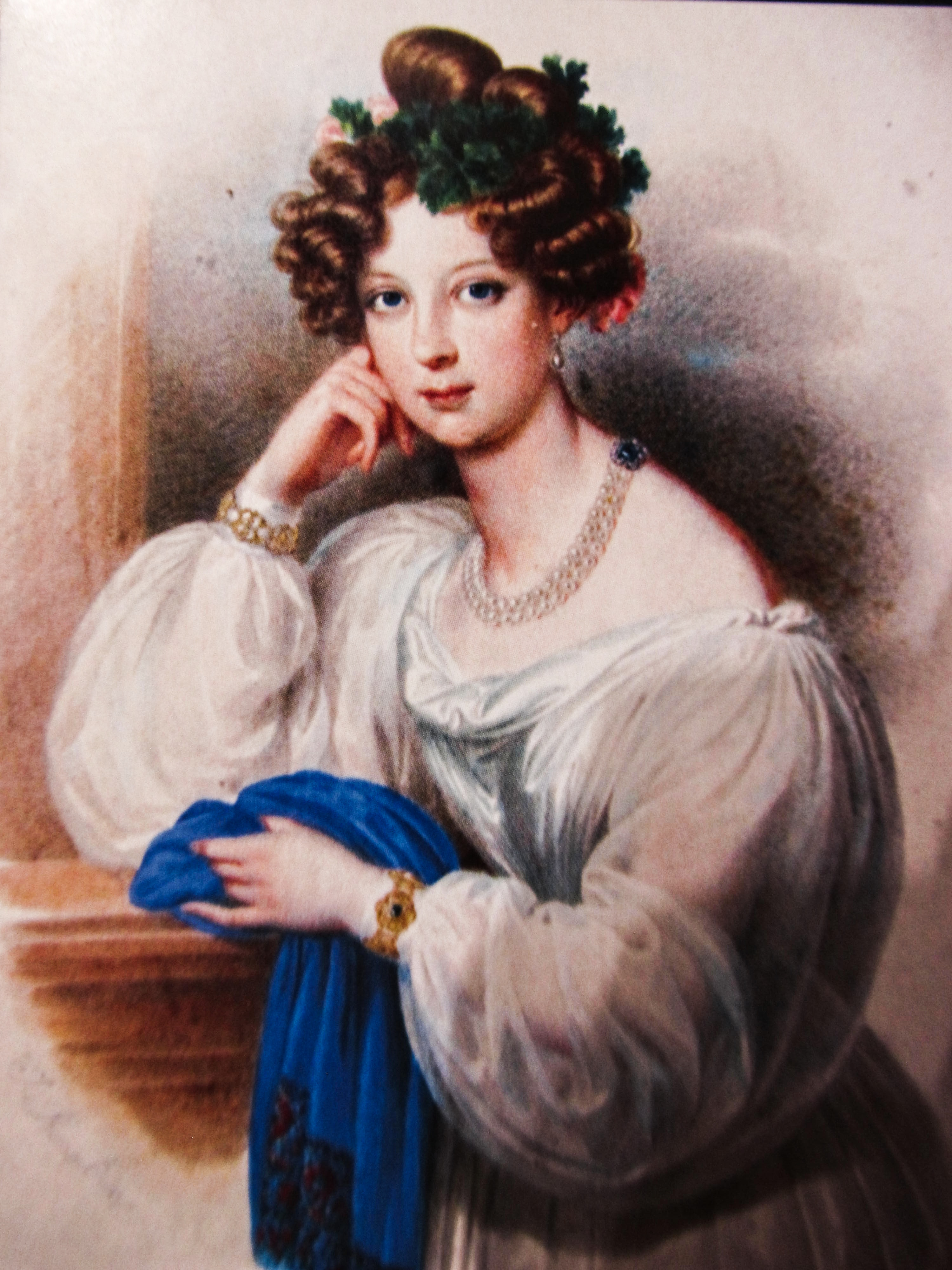
Kněžna Marie Eleonora Windischgrätzová (1796–1848), zastřelena v době revoluce 1848 v Praze

Polní maršál Alfred z Windischgrätze měl pět synů, všichni sloužili v armádě a víceméně z kurtoazních důvodů také všichni dosáhli vysokých hodností. Pokračovatelem rodu byl kníže Alfred II. (1819–1876), který byl c.k. polním podmaršálem a krátce vrchním velitelem v Bratislavě (1869–1870). Ve správě majetku na rozdíl od otce věnoval svou pozornost Kladrubům, kde nechal budovu prelatury přestavět na zámek. Mladší bratr Alfreda II. Ludvík Josef (1830–1904), c.k. generál jezdectva a rytíř Řádu zlatého rouna, se přiženil do Uher a od roku 1879 vlastnil velkostatek Sárospatak poblíž slovensko-ukrajinských hranic. Jeho potomstvo později získalo dědičné členství v uherské sněmovně magnátů.
Alfred III. (1851–1927) vystudoval práva a od mládí se věnoval politice. V letech 1893–1895 byl předsedou rakouské vlády a poté až do zániku monarchie zastával post předsedy panské sněmovny (1897-1918). Jako majitel Tachova, Kladrub a Štěkně vlastnil v Čechách přibližně 20 tisíc hektarů půdy, za jeho éry došlo za nevyjasněných okolností k demolici zámku ve Světcích. Po vzniku Československa žil Alfred III. trvale v Tachově. Zemřel bez mužského potomstva, protože jediný syn Vincenc (1881–1913) spáchal v Římě sebevraždu. Ve vedlejší linii hlavní knížecí větve vlastnil Josef Windischgrätz (1895–1970) se svými sourozenci velkostatek Velhartice. Josef Windischgrätz měl sice německou národnost, ale jako rakouský státní občan se až do roku 1950 snažil zvrátit proces konfiskace Velhartic na základě Benešových dekretů.

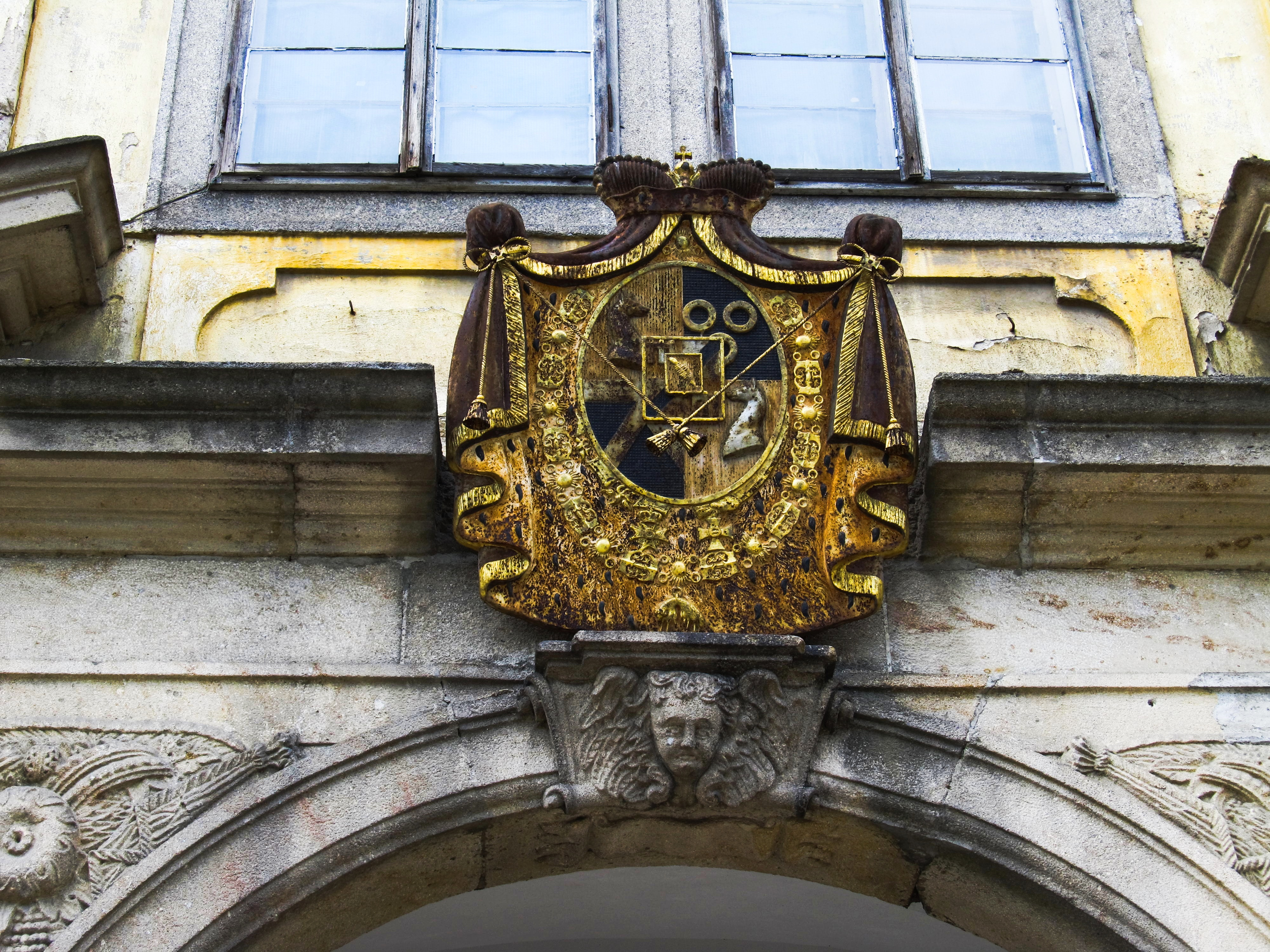
Knížecí erb Windischgrätzů, Kladrubský klášter

Po smrti Alfreda III. došlo ke složitému rozdělení majetku mezi jeho dcery a vzdáleného synovce Ludvíka Alfreda (Lájos Aladár, 1882–1968). Ten žil v Uhrách, kde byl dědičným členem sněmovny magnátů, od roku 1916 též poslancem uherského zemského sněmu a krátce před zánikem monarchie uherským ministrem výživy, práce a sociálních věcí (1918). Od roku 1920 byl znovu poslancem v Maďarsku, ale ve 20. letech byl jako účastník padělatelské aféry vězněn. Proto se v roce 1927 vzdal knížecího titulu, ale přijal svůj dědický podíl po Alfredovi III., po propuštění z vězení a rehabilitaci se usadil v Kladrubech. Složitější poměry vládly na velkostatku Tachov, který převzaly dcery Alfreda III. a jejich potomstvo, do své smrti v roce 1933 na tachovském zámku navíc žila kněžna Gabriela, rozená z Auerspergu, vdova po Alfredovi III. V roce 1936 přešel tachovský zámek na československý stát, v Kladrubech až do roku 1945 žil Ludvík Alfred. Jeho vnuk Ludvík Antonín (*1942) je současným představitelem rodu. Majetek Windischgrätzů v Československu byl v roce 1945 zkonfiskován.

## Weriandova linie

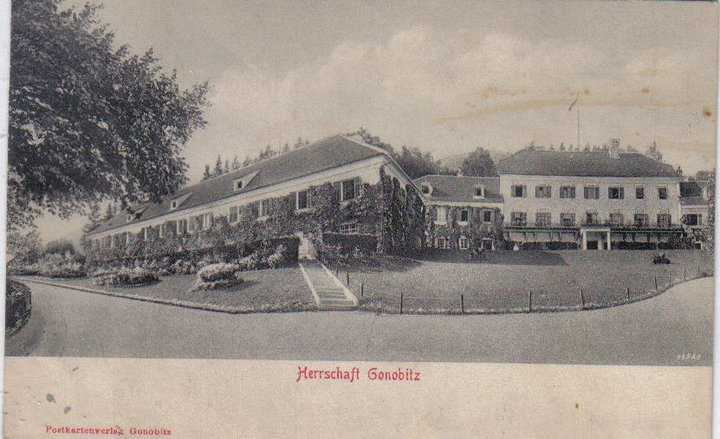
Zámek Konjice (Gonobitz), sídlo Weriandovy větve od roku 1845

Mladší syn Josefa Mikuláše Veriand (1790–1867) zdědil Vintířov a Ctěnice, v době nezletilosti mu poručnická správa koupila ještě panství Žamberk (1809). Po dosažení zletilosti Veriand žamberské panství prodal (1815) a nechal přestavět zámek ve Vintířově, kde pak s rodinou trvale pobýval, později koupil Jemniště s 24 vesnicemi (1835) a zámek v Troji (1842), získal také další majetek v Kraňsku (dnešním Slovinsku). Jeho nejstarší syn Karel (1821–1859) padl jako c.k. plukovník v bitvě u Solferina, dědicem majetku se stal mladší syn Hugo (1823–1904), který v armádě dosáhl hodnosti c. k. generálmajora. Po smrti knížete Verianda byly v roce 1868 prodány statky Vintířov a Jemniště, v roce 1873 byl prodán i trojský zámek, rodina pak pobývala na statcích v dnešním Slovinsku (Konjice). K Hugovu potomstvu patří kníže Mariano Hugo (*1955), který byl velvyslancem Suverénního řádu Maltézských rytířů na Slovensku (2003–2009) a ve Slovinsku (od 2009).
Z této linie pocházel princ Otto (1873–1952), který sloužil v armádě a vzbudil zájem arcivévodkyně Alžběty (1883–1963), jediné dcery korunního prince Rudolfa. Otto pocházel z linie rodu, která nikdy nevládla, a proto nebyl pokládán za rovnorodého partnera pro členku habsburské dynastie. V případě milované vnučky však udělal František Josef I. výjimku a navíc při příležitosti sňatku Ottovi roku 1902 udělil titul knížete (protože nebyl hlavou linie, náležel mu titul prince). Manželé pak pobývali v Praze a na císařském zámku v Ploskovicích, jejich nejstarší syn narozený v Praze byl pojmenován po císaři František Josef (1904–1981), další děti dostaly jména Alžbětiných rodičů Rudolf a Štěpánka. Manželství bylo v roce 1924 rozvedeno. Další potomstvo této linie žije v Rakousku.

## Významné osobnosti

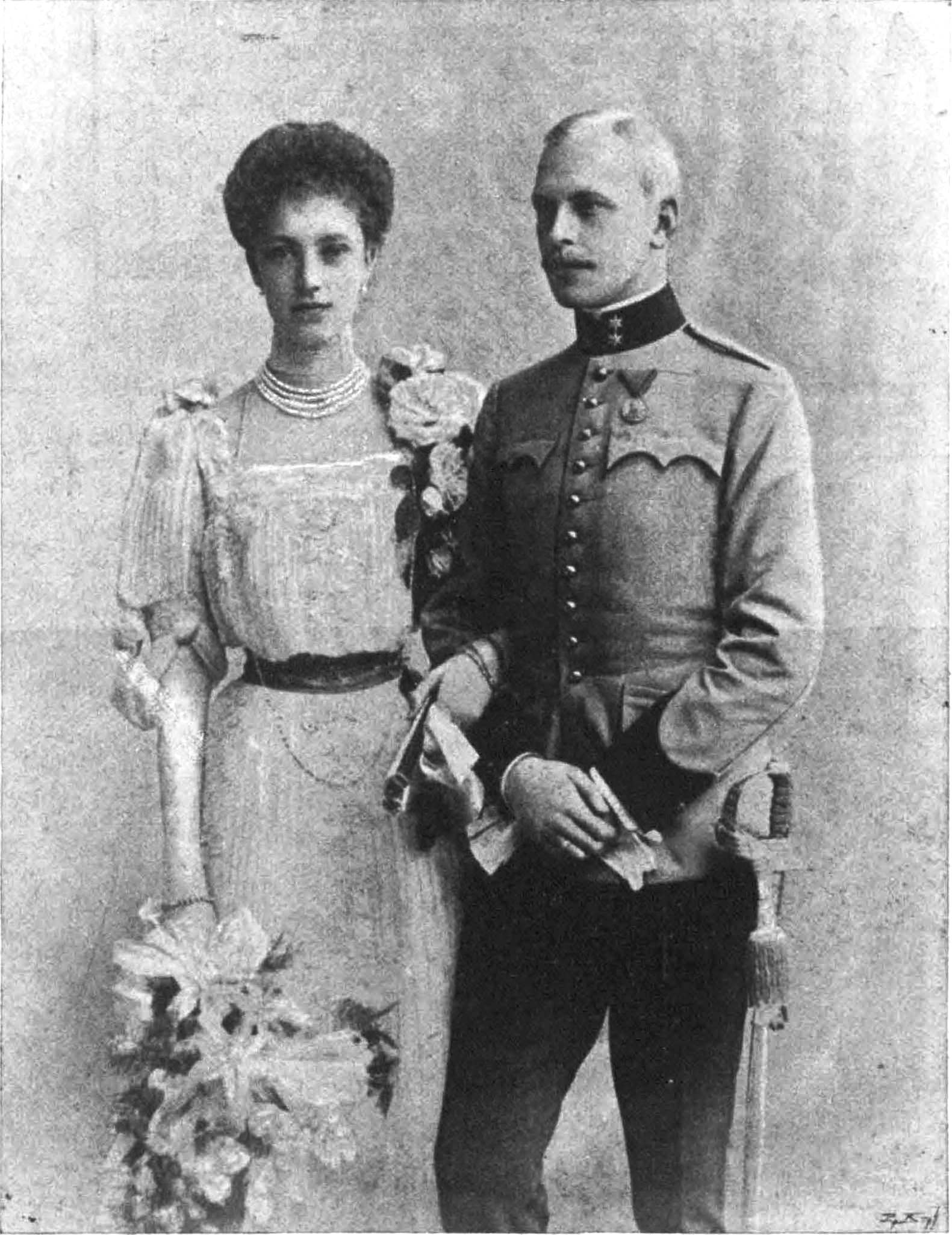
Kníže Otto Windischgrätz s manželkou, arcivévodkyní Alžbětou

- Gottlieb Amadeus z Windischgrätze (1630-1695), císařský diplomat a říšský vicekancléř, rytíř Řádu zlatého rouna
- Arnošt Bedřich z Windischgrätze (1670-1727), prezident říšské dvorské rady a majitel Červené Lhoty, rytíř Řádu zlatého rouna
- Leopold Viktorin z Windischgrätze (1686–1746), císařský diplomat, státní a konferenční ministr, rytíř Řádu zlatého rouna
- Josef Mikuláš z Windischgrätze (1744-1802), spisovatel a majitel Tachova
- Alfred I. Windischgrätz (1787–1862), c.k. polní maršál, rytíř Řádu zlatého rouna
- Marie Eleonora Windischgrätzová, rozená Schwarzenbergová (1796–1848), manželka polního maršála Alfreda Windischgrätze, zastřelena v Praze 1848
- Alfred II. z Windischgrätze (1819-1876), c.k. polní podmaršál, rytíř Řádu zlatého rouna
- Arnošt Ferdinand z Windischgrätze (1827–1918), c.k. tajný rada, plukovník, rytíř Řádu zlatého rouna, sběratel a mecenáš umění
- August Josef Mikuláš z Windischgrätze (1828–1910), c. k. polní podmaršál, nejvyšší komoří nad stříbry
- Ludvík Josef z Windischgrätze (1830–1904), c.k. generál jízdy, dědičný člen uherské sněmovny magnátů, rytíř Řádu zlatého rouna
- Josef Alois z Windisch-Grätze (1831–1906), c. k. generál jízdy
- Alfred III. August Windischgrätz (1851–1927), rakouský politik, předseda vlády a předseda panské sněmovny
- Karolína Pavlína Windischgrätzová (1871–1937)
- Ota z Windisch-Graetze (1873–1952), důstojník, manžel arcivévodkyně Alžběty
- Ludvík Windischgrätz (1882–1968), uherský politik, dědičný člen uherské sněmovny magnátů, ministr práce a sociálních věcí
- Stéphanie Windischgrätzová (1939–2019), fotografka
- Mariano Hugo Windisch-Graetz (*1955), velvyslanec Suverénního řádu Maltézských rytířů ve Slovinsku, člen Rady velmistra Řádu Božího hrobu